# Anisakis nascettii
Anisakis nascettii is een rondwormensoort uit de familie van de Anisakidae. De wetenschappelijke naam van de soort is voor het eerst geldig gepubliceerd in 2009 door Mattiucci, Paoletti en Webb.